# 2018년 문화
다음은 2018년 문화계에 관한 소식이다.

## 일람
- 1월 3일 - 쥬만지: 새로운 세계가 대한민국에서 개봉되었다.
- 1월 4일 - 세종 ~ 청주 고속도로 본궤도에 올라가고 예비타당성 조사가 확정되었다.
- 1월 5일 - 삼성 휴대전화 삼성 갤럭시 A8이 출시되었다.
- 1월 9일 - 마이크로소프트에서 윈도우 8.1, 윈도우 서버 2012, 윈도우 서버 2012 R2의 메인스트림 지원이 종료되었다.
- 1월 11일 - 디즈니-픽사 장편애니 코코와 올라프의 겨울왕국 모험이 대한민국에서 동시 개봉되었고 쏘아올린 불꽃, 밑에서 볼까? 옆에서 볼까?도 개봉되었다.
- 1월 13일 - 인천공항2터미널역이 개통되었다.
- 1월 14일 - 아산청주고속도로 옥산 분기점 ~ 오창 분기점 구간이 개통되었다.
- 1월 15일 ~ 1월 28일 - 2018 호주 테니스대회가 개막하였다.
- 1월 17일
  - LG CNS가 LG엔시스를 흡수합병하기로 결정되었다.
  - KTX 광명역 도심공항터미널이 개통되었다.
  - 빈센트 반 고흐의 진귀한 스케치 작품이 100여년만에 암스트레담 박물관에서 공개되었다.
- 1월 18일
  - 대한민국 인천국제공항 제2여객터미널이 개장하였다.
  - 덕수궁 광명문이 80년만에 제자리로 돌아갔다.
- 1월 22일 - 대한항공 CS300이 김포 - 울산 노선을 시작으로 상업 운항을 개시하였다.
- 1월 24일 - 중국과학원 신경과학 연구소 소속 과학자들이 세계 최초로 체세포 핵 치환(SCNT) 기법으로 원숭이를 복제하는 데 성공했다. 복제 원숭이의 이름은 중중(中中)과 화화(華華)이며 연구 결과는 국제학술지 '셀'(Cell)에 실렸다.
- 1월 26일
  - 동해선 영덕역 ~ 포항역 구간이 개통되었다.
  - 아주대학교 의과대학 이국종교수가 대한민국 합동참모본부로부터 첫 '명예 합참인'으로 위촉되었다.
- 1월 27일
  - 박항서 축구감독이 베트남에서 노동훈장을 받았다.
  - 미국은 2018년 동계 올림픽 사상 최대 규모의 선수단을 파견한다고 밝혔다.
- 2월 7일 - 부산외곽순환고속도로 진영 분기점 ~ 노포 분기점 구간이 개통되었다.
- 2월 9일 ~ 2월 25일 - 2018년 동계 올림픽이 대한민국 강원도 평창군에서 개최되었다.
- 2월 15일 - 1세대 아이돌 그룹 H.O.T.가 17년만에 재결합하였다.
- 3월 9일 ~ 3월 18일 - 2018년 동계 패럴림픽이 대한민국 강원도 평창군에서 개최되었다.
- 3월 24일 - 2018년 KBO 리그가 개막하였다.
- 3월 31일
  - MBC TV의 예능 프로그램인 무한도전이 13년만에 막을 내렸다.
  - SBS TV의 로또 6/45가 800회를 맞이하였다.
- 4월 18일
  - 한국프로농구 KBL 챔피언 결정전 6차전에서 서울 SK 나이츠가 원주 DB 프로미를 80대 77로 꺾고 시리즈 전적 4승 2패로 2000년 이후 18년만에 통산 2번째 우승을 달성하였다.
  - UTC 오후 10시 51분 미국 플로리다주 케이프커내버럴 공군 기지에서 우주망원경 TESS가 발사되었다.
- 4월 20일 - 대한민국 JTBC4 개국.
- 4월 28일 - 신분당선 미금역이 개통되었다.
- 4월 30일
  - 새마을호열차가 종운하였다. 5월 1일부터는 리미트 객차로 개조되어 운행하게 된다.
  - 구미역 ~ 경산역을 잇는 대구권 광역철도가 착공에 들어갔다.
- 5월 3일 - 2018년 백상예술대상이 개최되었다.
- 5월 5일 - NASA의 화성 탐사선 인사이트가 발사되었다.
- 6월 1일 - 대전광역시 시내버스와 대전 도시철도에서 캐시비 교통카드의 호환이 개시되었다.
- 6월 14일 - 2026년 FIFA 월드컵 개최지가 캐나다, 미국, 멕시코 3국 공동개최로 결정되었다.
- 6월 14일 ~ 7월 15일 - 2018년 FIFA 월드컵이 러시아에서 개최되었다.
- 6월 15일 - 2018년 FIFA 월드컵: 조별리그 B조 포르투갈 VS 스페인 경기에서 크리스티아누 호날두(포르투갈)가 해트트릭 기록하고, 경기는 3:3 무승부가 되었다.
- 6월 16일 - 수도권 전철 서해선이 개통되었다.
- 6월 18일
  - 2018년 FIFA 월드컵 : 조별리그 G조 벨기에 VS 파나마 경기에서 루카쿠의 2골로 경기는 3대 0으로 벨기에가 승리했다.
  - 2018년 FIFA 월드컵 : 조별리그 F조 1차전 대한민국 VS 스웨덴 경기에서 그란크비스트의 PK골로 경기는 1대 0으로 스웨덴이 승리했다.
- 6월 24일
  - 2018년 FIFA 월드컵 : 조별리그 F조 2차전 대한민국 VS 멕시코 경기에서 멕시코 카를로스 벨라의 PK골과 하비에르 에르난데스의 추가골, 대한민국 손흥민의 만회골을 기록해 경기는 2대 1로 멕시코가 승리했다.
  - 사우디아라비아에서 금기시되었던 여성의 운전이 허용되었다.
- 6월 27일 - 2018년 FIFA 월드컵 : 조별리그 F조 3차전 대한민국 VS 독일 경기에서 후반 추가시간 1분과 6분에 김영권과 손흥민이 골을 넣으며 대한민국이 독일을 상대로 2대 0으로 승리했다. 이로 인해 독일은 약 80년만에 월드컵 조별리그(1라운드) 탈락이라는 불명예를 안게 되었고, 대한민국은 월드컵 역사상 독일에게 월드컵에서 승리하는 유일한 아시아 나라라는 기록을 세웠다.
- 7월 1일
  - 인천광역시 남구가 미추홀구로 변경되었다.
  - 2018 FIFA 월드컵 러시아 16강에서 프랑스가 아르헨티나를 꺾고 8강에 진출했다. (프랑스 4대 3 아르헨티나)
  - 2018 FIFA 월드컵 러시아 16강에서 우루과이가 포르투갈를 꺾고 8강에 진출했다. (우루과이 2대 1 포르투갈)
  - 2018 FIFA 월드컵 러시아 16강에서 러시아가 스페인을 승부차기 4대 3으로 8강에 진출했다.
  - 2018 FIFA 월드컵 러시아 16강에서 크로아티아가 덴마크를 승부차기 3대 2로 8강에 진출했다.
- 7월 2일
  - 2018 FIFA 월드컵 러시아 16강에서 브라질의 네이마르, 피르미누의 골로 멕시코를 이기고 8강에 진출했다. (브라질 2대 0 멕시코)
  - 2018 FIFA 월드컵 러시아 16강에서 벨기에가 일본을 이기고 8강에 진출했다. (벨기에 3대 2 일본)
- 7월 3일 - 2018 FIFA 월드컵 러시아 16강에서 잉글랜드가 콜롬비아를 승부차기 4대 3으로 8강에 진출했다.
- 7월 4일 - 북한 평양에서 남북통일농구대회가 개최되었다.
- 7월 5일 - 대한민국 국토교통부가 새로운 자동차 번호판 개정안을 발표하였다.
- 7월 7일 - 2018년 FIFA 월드컵(8강전): 프랑스가 우루과이를 2대 0으로 꺾고, 벨기에는 브라질을 2대 1로 꺾었다. 프랑스, 벨기에 양팀은 오는 7월 10일 크레스톱스키 스타디움에서 준결승전을 치른다.
- 7월 7일 ~ 7월 8일 - 지름이 10미터에 달하는 소행성 2018NX와 2018NW가 11만 5,000km 거리에서 지구를 스쳐지나갔다.
- 7월 8일 - UFC226 헤비급 챔피언 스티페 미오치치와 라이트헤비급 챔피언 다니엘 코미어의 시합이 열렸고 코미어가 2체급 챔피언이 되었다.
- 7월 10일 - 2018년 FIFA 월드컵 준결승전에서 프랑스가 벨기에를 1대 0으로 꺾고 결승전에 진출하게 되었다.
- 7월 11일 - 2018년 FIFA 월드컵 준결승전에서 크로아티아가 잉글랜드를 2대 1로 꺾고 결승전에 진출했다.
- 7월 14일 - 2018년 FIFA 월드컵 3-4위전에서 벨기에가 잉글랜드를 2대 0으로 꺾고 3위에 올라갔다.
- 7월 15일 - 2018년 FIFA 월드컵이 폐막하였고 프랑스가 크로아티아를 4대 2로 꺾고 20년만에 통산 2번째 우승을 달성하였다.
- 7월 17일 - 대한민국 제헌절 70주년
- 7월 18일
  - 디즈니 - 픽사 장편애니 인크레더블 2가 한국에서 개봉되었다.
  - 영동선 정동진역 ~ 강릉역구간 개통으로 무궁화호, 바다열차가 다시 운행을 시작하였다.
  - 서울 지하철 5호선 동대문역사문화공원역 노후 에스컬레이터 교체공사로 환승통로가 폐쇄되었다. 이에 따라 이날부터 10월 말일까지 2-4호선과 5호선 간의 환승을 할 수 없다.
- 7월 25일
  - 미션 임파서블: 폴아웃이 한국에서 선행 개봉되었다.
  - 김지운 감독의 영화 인랑이 개봉되었다.
  - 신비아파트: 금빛 도깨비와 비밀의 동굴이 개봉되었다.
- 7월 27일 - 한국 전쟁 정전협정 65주년
- 7월 29일 - 투르 드 프랑스에서 제레인트 토머스(Geraint Thomas)가 우승하였다.
- 8월 10일 - 삼성 갤럭시 노트 9가 국내에 출시되었다.
- 8월 12일 - NASA의 무인 우주선 파커 솔라 프로브(Parker Solar Probe)가 미국 플로리다주 케이프 커내버럴 공군기지에서 태양 탐사 임무를 수행하기 위해 발사되었다.
- 8월 14일 - 블리자드 엔터테인먼트가 월드 오브 워크래프트: 격전의 아제로스를 전세계 동시 출시하였다
- 8월 15일
  - 대한민국 광복절 73주년
  - 2018년 아시안 게임 축구 : 예선 E조 대한민국 VS 바레인 경기에서 대한민국의 6골로 6대 0으로 승리하였다.
- 8월 15일 - 대한민국 한국농업방송 개국.
- 8월 18일 ~ 9월 2일 - 제18회 아시안 게임이 인도네시아 자카르타에서 개최되었다.
- 8월 18일 - 2018년 아시안 게임 : 개막식이 인도네시아 자카르타에 위치한 겔로라 붕 카르노 스타디움에서 열렸다.
- 8월 19일 - 2018년 아시안 게임 펜싱 사격선수 이대명-김민정이 사격 혼성 10m 결승에서 은메달을 땄다.
- 8월 20일
  - 2018년 아시안 게임 축구 예선 E조 대한민국 VS 키르기스스탄 경기에서 1대 0으로 대한민국이 승리하여 16강에 진출하게 되었다.
  - 2018년 아시안 게임 펜싱 구본길이 남자 사브르 개인전 결승에서 오상욱을 꺾어 금메달 3연패를 달성하였다.
  - 2018년 아시안 게임 펜싱 전희숙이 여자 플뢰레 개인전 결승에서 금메달을 땄다.
- 8월 23일
  - 2018년 아시안 게임 축구 : 16강전 대한민국 VS 이란 경기에서 2대 0으로 대한민국이 승리하여 8강에 진출하게 되었다.
- 8월 25일 - 2018년 아시안 게임 카누: 대한민국(남)과 조선민주주의인민공화국(북)으로 구성된 남북단일팀이 용선 여자 200m(TBR-12 200m) 결승에서 56초 851의 기록으로 동메달을 기록하였다. 이는 남북단일팀이 국제종합대회에서 획득한 첫 메달이다. 한편, 금메달은 중화인민공화국(56초 161), 은메달은 인도네시아(56초 817)가 차지하였다.
- 8월 26일 - 2018년 아시안 게임 야구 B조 대한민국 VS 중화 타이베이 경기에서 2대 1로 중화 타이베이가 승리했다.
- 8월 27일
  - 2018년 아시안 게임 축구 8강전 대한민국 VS 우즈베키스탄 경기에서 4대 3으로 대한민국이 승리하여 4강에 진출하게 되었다.
  - 2018년 아시안 게임 축구: 박항서 감독이 이끄는 베트남 대표팀이 1대 0으로 시리아 대표팀을 꺾고 4강에 진출하였다. 베트남 대표팀의 아시안 게임 4강 진출은 이번이 처음이다.
- 8월 28일 - 2018년 아시안 게임 야구 B조 대한민국 VS 홍콩 경기에서 21대 3으로 대한민국이 승리했다.
- 8월 29일 - 2018년 아시안 게임 축구 4강전 대한민국 VS 베트남 경기에서 3대 1로 대한민국이 승리하여 결승전에 진출하게 되었다.
- 8월 30일 - 2018년 아시안 게임 야구 슈퍼라운드 대한민국 VS 일본 경기에서 5대 1로 대한민국이 승리하였다.
- 8월 31일 - 2018년 아시안 게임 야구 슈퍼라운드 대한민국 VS 중국 경기에서 10대 1로 대한민국이 승리하여 결승전에 진출하게 되었다.
- 9월 1일
  - 2018년 아시안 게임 야구 결승전 대한민국 VS 일본경기에서 3대 0으로 대한민국이 승리하여 금메달을 땄다.
  - 2018년 아시안 게임 축구 결승전 대한민국 VS 일본 경기에서 2대 1로 대한민국이 승리하여 금메달을 땄다.
- 9월 2일 - 제18회 아시안 게임 폐막식이 인도네시아 자카르타에 위치한 겔로라 붕 카르노 스타디움에서 개최되었다.
- 9월 3일
  - 제 55회 방송의 날 기념식.
  - 대한민국 KBS 1TV, KBS 2TV NEW BI로 선언.
- 9월 7일 - 대한민국 경기도 고양시 고양종합운동장에서 열린 축구 국가대표팀 친선경기 대한민국과 코스타리카의 경기에서 2대 0으로 대한민국이 승리하였다.
- 9월 9일 - 제주불교방송 8번째 개국
- 9월 12일 - 애플 휴대전화 아이폰 XS, 아이폰 XS 맥스, 아이폰 XR가 공개되었다.
- 9월 17일 - 독일에서 수소를 연료로 하는 수소열차가 세계최초로 운행을 시작했다.
- 9월 18일 - 대한민국 부산광역시 산성터널이 개통되었다.
- 9월 20일 - 서울 지하철 5호선 동대문역사문화공원역 노후 에스컬레이터 교체공사가 완료되었다.
- 9월 29일 - 공항철도 마곡나루역이 개통되었다.
- 10월 1일
  - 대한민국의 국군의 날 70주년
  - 노벨상 수상자 목록: 제임스 P. 앨리슨과 혼조 다스쿠가 면역항암요법에 대한 연구 공로로 2018년 노벨 생리학·의학상 공동 수상자에 선정되었다.
- 10월 2일 - 노벨상 수상자 목록: 아서 애슈킨, 제라드 무루, 도나 스트릭랜드 3인이 2018년 노벨 물리학상 수상자로 선정되었다.
- 10월 3일 - 노벨상 수상자 목록: 프랜시스 아널드, 조지 P. 스미스, 그레고리 윈터 3인이 2018년 노벨 화학상 수상자로 선정되었다.
- 10월 4일 - 김홍도의 삼공불환도 1962년 문화재보호법 제정 이후 56년만에 보물 2000호로 지정되었다.
- 10월 5일 - 노벨상 수상자 목록: 노벨 평화상의 영예는 콩고민주공화국의 성폭력 피해 여성을 도운 의사 드니 무퀘게와 IS의 성폭력 만행을 고발한 여성 운동가 나디아 무라드에게 노벨평화상 수상자로 선정되었다.
- 10월 6일 - 대한민국 서울특별시 영등포구 여의도에서 서울세계불꽃축제가 열렸다.
- 10월 6일 ~ 10월 13일 - 제3회 장애인 아시안 게임이 인도네시아 자카르타에서 개최되었다.
- 10월 13일 - V-리그 2018-19가 개막과 함께 한국프로농구 2018-19가 개막하였다.
- 10월 8일 - 노벨상 수상자 목록: 노벨 경제학상의 영예는 기후변화와 지속가능한 경제성장을 연구한 윌리엄 노드하우스와 폴 로머에게 노벨 경제학상 수상자로 선정되었다.
- 10월 11일 - 서울특별시 강서구 마곡동에 서울식물원이 임시 개장되었다.
- 10월 12일 - 영국의 공주 요크 공녀 유제니가 윈저성 세인트 조지 예배당(St George's Chapel)에서 결혼식을 올렸다
- 10월 17일 - 유럽 남방 천문대(ESO)가 올가 쿠치아티(Olga Cucciati) 박사를 주축으로 하는 국제 천문학 연구팀이 칠레에 있는 VLT 망원경의 ‘가시광선 다천체분광기’(Visible Multi Object Spectrograph, VIMOS)를 이용, 초기 우주의 초은하단 히페리온(Hyperion proto-supercluster)을 발견했다고 밝혔다. 히페리온은 약 110억 광년 거리에 있으며, 질량은 태양의 약 1,000조 배인 것으로 알려졌다.
- 10월 18일 ~ 10월 19일 - 벨기에 브뤼셀에서 2018년 아시아 유럽 정상회의가 진행되었다.
- 10월 20일 - ESA과 JAXA가 공동 추진하는 행성 탐사 프로젝트 베피콜롬보에 의해 제작된 탐사기 미오(みお)와 MPO(Mercury Planetary Orbiter)를 탑재한 아리안 5 운반로켓이 남미 프랑스령 기아나 쿠루 우주기지에서 01시 45분(UTC) 발사되었다.
- 10월 22일 - 대한민국 서울특별시 종로구 세종문화회관에서 대종상영화제가 열렸다.
- 10월 24일 - 홍콩과 마카오를 잇는 강주아오 대교가 개통되었다.
- 10월 25일
  - 대한민국 14회 서울평화상 수상자로 나렌드라 모디 인도 총리가 선정되었다.
  - 대한민국의 경찰의 날 73주년
- 10월 26일
  - 필리핀의 보라카이섬이 6개월 만에 개방하였다.
  - 록스타 게임스사가 레드 데드 리뎀션 2를 정식으로 출시가 되었다.
- 10월 29일 - 메이저 리그 베이스볼 월드 시리즈 5차전에서 보스턴 레드삭스가 로스앤젤레스 다저스를 5대 1로 꺾고 시리즈 전적 4승 1패로 2013년 이후 5년만에 통산 9번째 우승을 달성하였다.
  - Mnet PRODUCE 48를 통해 탄생한 걸그룹 아이즈원이 데뷔하였다.
- 11월 3일 - 2018년 일본 시리즈 6차전에서 후쿠오카 소프트뱅크 호크스가 히로시마 도요 카프를 2대 0으로 꺾고 시리즈 전적 4승 1무 1패로 통산 9번째 우승을 달성하였다. 2017년 일본 시리즈에 이은 2연패이다.
  - 최우수 선수(MVP)로는 가이 다쿠야(포수, 후쿠오카 소프트뱅크 호크스)가 선정되었다. 가이는 시리즈 타격(14타수 2안타, 타율 0.143)은 저조하였으나, 상대팀의 도루 시도 6개 모두를 저지하였다.
- 11월 6일 - 김포국제공항 개항 60주년
- 11월 8일 - 찰리 푸스 내한공연이 잠실실내체육관에서 개최되었다.
- 11월 10일
  - AFC 챔피언스리그 2018 결승전: 일본의 가시마 앤틀러스가 이란의 페르세폴리스 FC를 꺾고, 우승을 차지하였다.
  - 2018년 아시아-태평양 컬링 선수권 대회: 남자부에서는 일본, 여자부에서는 대한민국이 각각 금메달을 기록하였다. 대회는 대한민국 강릉실내종합체육관에서 진행되었다.
- 11월 11일 - 제1차 세계대전 종전 100주년
- 11월 12일 - KBO 리그 한국시리즈 6차전에서 SK 와이번스가 두산 베어스를 5대 4로 꺾고 시리즈 전적 4승 2패로 2010년 이후 8년만에 통산 4번째 우승을 달성하였다.
- 11월 15일
  - 2019학년도 대학수학능력시험: 대한민국 전역에서 대학수학능력시험을 실시했다.
  - 호남문화재연구원이 전북 고창의 무장읍성에서 상태가 양호한 비격진천뢰 11점을 발견했다고 밝혔다.
- 11월 16일
  - 제26차 국제도량형총회는 4가지 기본단위를 재정의하기로 하였다. 킬로그램(kg, 질량)은 플랑크 상수로, 암페어(A, 전류)는 기본 전하, 켈빈(K, 온도)은 볼츠만 상수, 몰(mol, 물질의 양)은 아보가드로 상수로 재정의된다. 바뀐 정의는 2019년도 세계 측정의 날(World Metrology Day, 매해 5월 20일)부터 적용된다.
  - 포켓몬스터 레츠고! 피카츄·레츠고! 이브이가 발매되었다.
- 11월 20일 - 대한민국 국토교통부는 수도권제2순환고속도로 포천-화도 구간 실시계획을 승인했다.
- 11월 26일 - 미국 항공우주국(NASA)이 인사이트 우주선이 성공적으로 화성에 착륙하였다고 밝혔다. 인사이트는 화성 지질 탐사 착륙선으로, 화성의 적도 부근에 있는 엘리시움 평원(Elysium Planitia)에 착륙하였다. 앞으로 약 2년 여 동안 지진계 설치를 비롯한 여러 임무를 수행하게 된다.
- 11월 27일 - 대한민국 문화재청 사범단속반은 2000년 10월 도난당한 울산 신흥사 승탑부재(1701년 제작)와 2013년 1월 도난당한 창원 상천리 석조여래좌상(조선 시대) 등 석조 불교문화재 2점을 전에 회수하였다.
- 11월 28일 - 2018년 세계 체스 선수권 대회에서 망누스 칼센이 파비아노 카루아나(Fabiano Caruana)를 꺾고 챔피언 칭호를 유지하였다.
- 11월 28일 ~ 12월 16일 - 2018년 남자 하키 월드컵이 인도의 부바네스와르에서 개최되었다.
- 11월 30일 - 도라산역에서 남북 공동 철도조사가 18일간 예정으로 시작되었다. 경의선 개성∼신의주 약 400㎞ 구간을 12월 5일까지, 동해선 금강산∼두만강 약 800㎞ 구간 12월 8일 ∼17일간 공동조사한다.
- 12월 1일 - 대한민국 TV조선2, GMTV 개국.
- 12월 3일
  - 제23회 소비자의 날
  - 미국 항공우주국(NASA)의 오시리스-렉스 탐사선이 소행성 베누(101955 Bennu) 상공에 도착하였다. 탐사선은 소행성 관측 및 샘플 리턴 미션 등을 수행하게 되며, 2023년 9월경 지구로 되돌아올 예정이다.
- 12월 5일 - 프랑스 기아나 우주센터 국내독자기술 개발 첫 정지궤도위성 천리안 2A호가 발사에 성공하였다.
- 12월 6일 - 토트넘 홋스퍼 FC의 손흥민은 영국 런던 웸블리 스타디움에서 열린 2018~2019 잉글리시 프리미어리그 사우스햄튼전서 유럽 통산 100호 골을 달성하였다.
- 12월 8일 - 로또추첨방송이 방송사 SBS에서 MBC로 바뀌었고, 나눔로또에서 동행복권으로 변경되었다.
- 12월 11일 - 수도권 광역급행철도 C선: 대한민국 국토교통부는 경기도 양주시에서 서울 청량리~수원시를 연결하는 GTX(광역급행철도)-C 노선이 예비타당성조사를 통과했다고 밝혔다.
- 12월 12일
  - 한국기계연구원 연구진이 우리나라에서는 처음으로 스마트로봇 의족 상용화에 성공했다.
  - 경부고속도로 영천 나들목 ~ 언양 나들목 구간이 7년간의 공사 끝에 오후 6시부터 4차로에서 6차로로 개통하였다.
- 12월 15일 - 2018년 AFF 스즈키컵(2018년 아세안 축구 선수권 대회)
  - 베트남이 결승 2차전 경기에서 1대 0으로 말레이시아를 꺾고, 1·2차전 합계 3대 2로 통산 2번째 우승하였다. 베트남의 우승은 2008년 이후 10년 만이다.
  - 응우옌아인득(Nguyễn Anh Đức)이 전반 6분 기록한 골이 결승골로 이어졌다.
  - 베트남 대표팀을 지휘한 박항서 감독의 출신 국가인 대한민국에서는, 이례적으로 지상파 방송사 SBS에서 정규 방송을 결방하고, 결승 2차전 경기를 생중계하였다.
- 12월 17일 - 영화 보헤미안 랩소디가 시청자 수 800만명 돌파하였다.
- 12월 18일 - 2018년 대한축구협회 시상식: 올해의 선수상에 황의조 선수가 선정되었다.
- 12월 20일 - 2019년 AFC 아시안컵에 나설 23명의 축구대표팀 선수 명단이 최종 확정되었다.
- 12월 22일 - KBS 연예대상에서 이영자가 대상수상하였다.
- 12월 24일 - 토트넘 홋스퍼 FC의 손흥민은 에버턴 FC를 상대로 2골 1도움의 맹활약으로 파워랭킹 1위를 차지했다.
- 12월 27일 - 파주 운정과 서울 삼성동을 잇는 GTX A노선의 착공식이 일산 킨텍스에서 열렸다.
- 12월 28일 - SBS 연예대상에서 이승기가 대상수상하였다.
- 12월 29일 - MBC 방송연예대상에서 이영자가 대상수상하였다.
- 12월 30일 - MBC 연기대상에서 소지섭이 대상수상하였다.
- 12월 31일
  - 인디 록 장기하와 얼굴들이 활동을 종료하고 해체되었다.
  - 보이그룹 워너원이 활동을 종료하고 해체되었다.
  - 수도권 전철 분당선 청량리역이 연장개통되었다.
  - KBS 연기대상에서 김명민, 유동근이 공동대상을 수상하였다.
  - SBS 연기대상에서 감우성, 김선아가 공동대상을 수상하였다.